# UNICORN
UNICORN（ユニコーン）は、日本のロックバンド。1986年に広島県広島市にて結成し、1987年にメジャーデビュー。1993年解散。2009年に再結成し活動を再開した。

## 概要
1987年、アルバム『BOOM』でデビュー。所属事務所はCSアーティスツ（現：ソニー・ミュージックアーティスツ）。契約レコード会社はCBS・ソニー（現：ソニー・ミュージックレコーズ）。初期の音楽プロデューサーは笹路正徳。バンド名は、イギリスのロックバンドT・レックスのアルバム『ユニコーン』に由来している。
デビュー当初はビートロックの一派とされていたが、笹路の弟子で当初はアシスタントとして参加していた阿部が、脱退した向井に代わり新メンバーとして加入後の3rdアルバム『服部』からは変化が現れた。音楽性の異なるメンバー全員が作詞・作曲・ボーカルを担当できることから、作風の幅が広がり、それまでになかった語彙や題材を用いた歌詞、ジャンルを問わない音楽性を発揮。またライブにもメンバーのキャラクターを活かした寸劇が取り入れられるなど、バンドブームの中心的グループとして活躍した。当時のバンドの中でも抜きん出た演奏力を持つバンドとも評された。1990年には、4thアルバム『ケダモノの嵐』が第32回日本レコード大賞アルバム賞を受賞した。
1992年に5人それぞれのソロシングルリリースと、1993年1月「EBI奥田阿部西川手島」名義でミニ・アルバム『UNICORN』（形態は8cmシングル）をリリースののち、2月にリーダーの西川（現：川西）が脱退。解散前最後の作品となった8thアルバム『SPRINGMAN』リリースと全国ツアー「UNICORN TOUR 1993 “4946”」を経て、同年9月21日に解散を発表した。
解散後はソロや新たなバンドでの活動、他のミュージシャンのプロデュース等、各自が音楽活動を続けていた中、2009年1月に再始動を発表。同年リリースされたアルバム『シャンブル』はオリコン1位を記録した。
2024年現在も継続的にリリース、ライブを展開している。特に再始動後は、各メンバーが担当パートに捉われずさまざまな楽器を演奏し、歌唱するメンバーも曲ごとに入れ替わり、全員がリードボーカルをとっている。
バンドリーダーは当初川西が務めていたものの、解散前に脱退。2009年川西を含めて活動再開したが、リーダーは阿部（現：ABEDON）となっている。
代表曲は「Maybe Blue」「大迷惑」「スターな男」「働く男」「すばらしい日々」「WAO!」など。

## メンバー
下記は基本パートであり、レコーディングやライブでは各メンバーが楽曲によってさまざまな楽器を担当している。また作詞・作曲も全員が手がける。
旧メンバー
- 向井美音里（むかい みどり、1965年4月27日 - 、広島県出身）
キーボード担当。
1988年、2度目のツアー終了後、健康上の理由で脱退。89年、EBIと結婚し2児の母となるが、98年に離婚。02年、音楽業界から離れる。[要出典]

サポートメンバー
- 古田たかし（ふるた たかし、1958年7月6日 - 、東京都出身。当時・Dr.StrangeLoveメンバー）
ドラム担当。川西脱退後、1993年のツアー「4946」にてサポートを務める。
ユニコーン解散後、奥田のソロ活動時のサポートメンバーにもDr.StrangeLoveで参加することになる。2009年の再始動ライブ「蘇える勤労」にゲスト出演し、ツインドラムで川西と共演した。
- 橘あつや（SPARKS GO GO）
- 小畑ポンプ（すかんち）

### バンド内ユニット・企画
※メンバー2名以上で構成されるユニット
- 「民生くんとアベくん」 - 奥田・阿部（解散まで、 フジテレビ系『ダウンタウンのごっつええ感じ』にレギュラー出演）
- 「しのコーン」 - 手島・EBI、篠原ともえ（1997年に結成され、ツアーをまわった）
- 「電大」 - 川西・手島・EBI（2012年に結成された広島電機大学出身の3人によるバンド）
- 「阿部民バンド」 - 奥田・阿部、八熊慎一（SPARKS GO GO）、YO-KING・桜井秀俊（真心ブラザーズ）、木内健（2013年「ワシモ半世紀」に出演したユニット）
- 「なにわンダーたこ虹バンド」 - 川西・手島、上野一郎、TACOS NAOMI（たこやきレインボーのバックバンド）
- 「ABEDON AND THE RINGSIDE」 - ABEDON・奥田、八熊慎一（SPARKS GO GO）、斎藤有太、木内健（2016年に結成されたユニット）
- 「むねきんトリオ」 - 奥田・ABEDON、斎藤有太（氣志團 presents企画「ア・ベストテン」から派生したアイドルユニット）

## 略歴

### 結成から一時解散まで
- 1986年3月、川西、手島が中心となって「ユニコーン」を結成。手島が、ライブハウスの演奏で目をつけていたEBI（堀内）を勧誘し、川西が旧知の向井を誘って加入。2度の勧誘を経て最後に奥田が加入。12月、CBSソニーオーディション決勝にて合格。12月、CBSソニーオーディション決勝にて合格[出典 3]。
- 1987年10月21日、1stアルバム『BOOM』でデビュー[9]。
- 1988年1月、向井が健康上の理由から脱退。以後のレコーディングとライヴには、笹路正徳、阿部義晴がサポートメンバーとして参加。5月、阿部が正式加入。
- 1989年7月10日、初の日本武道館でのライヴを行う。
- 1990年、4thアルバム『ケダモノの嵐』が第32回日本レコード大賞アルバム賞を受賞する。
- 1991年8月23日、 EBIがアルバム『MUSEE』でソロデビュー。10月22日、ユニコーンでは最長のツアー「舞監なき戦い」開始（1992年3月19日まで）。
- 1992年8月から10月にかけて、EBI、奥田、阿部、西川、手島の順で5人がそれぞれソロシングルをリリース。
- 1993年1月21日、前年のツアー中からメンバーと自分の音楽性のずれに悩んだ結果の決断、として川西が脱退をファンクラブ号外にて発表。同年2月6日付で正式脱退。当時制作中だったアルバム『SPRINGMAN』のレコーディングには河合マイケルが、アルバムを受けたコンサートツアー「UNICORN TOUR 1993 “4946”」には古田たかしがサポートメンバーとして参加。
- 1993年9月21日、ニッポン放送「オールナイトニッポン」にて解散を発表。同番組内にて奥田は解散理由を『SPRINGMAN』制作で達成感があり、同バンドで次にやることが思い浮かばない、スポーツ新聞に書かれているように「力出し切った」ためであると述べた。 なお後年、奥田は2008年に後述する再結成決定の席[注釈 3]で「あの時解散したのは（メンバー間で）いざこざになるのが嫌だったから」、阿部は2021年に「僕らは実験をやろうとしたけど、若くてお互いの作品に抵抗感を感じることもあった。それが表に出てしまうこともあったから解散という結果になった」[11]と、川西が脱退時に挙げた理由が、最終的に解散に繋がったとの見解を示している。

### 活動再開について
- 2002年、結成15年を記念して刊行された書籍『GOLDIES but OLDIES 1987-1993』のインタビュー企画に5名がそれぞれ登場。再結成については手島は前向き、川西と阿部は後ろ向きなコメント[注釈 4]を残す。
- 2005年10月、雑誌『＠BOOING』に掲載されていた、吉田豪によるバンドブーム時代のミュージシャンへのインタビュー[注釈 5]に、阿部が登場してユニコーン時代を回想。再結成は「（してもいいと思うが）今やりたいことかといえばそうではない」「誰かが声を掛けないとやらないと思うよ。たぶん俺は声掛けないけどね」と、2002年に比べてやや軟化したコメントを残す。
- 2006年9月、 阿部、誕生40周年記念ツアー「阿部義晴音楽祭〜仲間とノリノリ40祭〜」を開催し、ゲストとして奥田民生と、川西が在籍していたジェット機が登場。アンコールセッションでは奥田・川西・阿部らで「スターな男」などユニコーンの楽曲を披露。
- 2007年7月15日、「Jメン」の通称で知られるユニコーン時代からのスタッフの結婚パーティーの余興で、仕事のため披露宴を欠席した川西を除いたメンバー4人が、主賓の「ユニコーンがいい」との希望で揃って数曲を演奏。川西に代わってドラムを担当したのは、披露宴に出席していた古田たかし。EBIは「久しぶりに集まって、とても楽しくできた」と述べている[注釈 6]。この時点で阿部は、イベントでの共演などから「今現在の自分たちでやるユニコーンで曲をつくるのはどうか?」[注釈 7]という興味を感じるなど心境が変化しており、再結成に動き始める。
11月、阿部が川西に「今の5人で曲を作るのに興味がある」[12][注釈 8]と相談をもちかける。再結成という言葉は先に進むというイメージを持てず嫌い[注釈 9]として再結成に否定的なスタンスを崩していなかった川西も「話を聞いて、新しいバンドを始めるのと同じで面白そうだ」[12][注釈 10]と感じ承諾。二人に打診された奥田も承諾する。
- 2008年1月、阿部の提案により、当時のスタッフを含めたメンバー5人による新年会を開き、正式に再結成について話し合いが行われ、「とりあえず曲を書いて集まろう」と全員が快諾した[注釈 11]。 4月までに22曲のデモテープが集まり、5月から一部の関係者以外には完全シークレットによる新曲のレコーディングを開始し、10月に完成。結局12月末[注釈 12]までマスコミにバレることはなかった。

### 活動再開後
- 2009年元旦、公式サイトオープンと同時にメンバーによる新年の挨拶動画が公開された。1月5日、再始動とともに、シングルとアルバムのリリース及び全国ツアーの開催が発表された。
2月、再始動後初のシングル「WAO!」、アルバム『シャンブル』発売。3月5日 山形より、全国ツアー「蘇える勤労」スタート。
- 2011年10月25日・26日、19年振りにJUN SKY WALKER(S)との対バンをGolden Circleとして日本武道館にて開催。[13]
- 2012年2月、川西、手島、EBIの3人により新バンド「電大」が結成され、ミニアルバムの制作と全国ツアーの開催が発表される。
- 2014年、阿部がアーティスト名を「ABEDON（あべどん）」に改名。
- 2015年7月、川西が脳梗塞（ラクナ梗塞）と診断され、2か月ほど静養が必要なことが判明。このためユニコーンは、夏に予定されていたすべてのフェスおよびイベント出演をキャンセルした。同年10月2・3日にパシフィコ横浜で開催されたライブイベント「ユニコーン EBI50祭 “海老乃大漁祭”」にて復帰。
- 2017年10月にデビュー30周年を迎え、12月にABEDONによる全曲リマスタリングボックス「UC30 若返る勤労」をリリースし、同月より全国ツアー「UC30 若返る勤労」を開催。
- 2018年、ファンクラブ「UCFC ビジーファイブ」を発足。ファンクラブツアーを開催。
- 2019年は再始動10周年、現メンバーとなって初のアルバム『服部』リリースから30周年、川西の生誕60周年を迎えることから、これらの数字を足した“ユニコーン100周年”と銘打ち、「働き方改楽 −なぜ俺たちは楽しいんだろう−」のスローガンを掲げ、3月にアルバム『UC100V』を発売。4月から12月までに及ぶ全国ツアー「ユニコーン100周年ツアー“百が如く”」をスタート。ツアー中にアルバム『UC100W』を制作、10月に発売したため、ツアー後半はセットリストを変更して公演を行った。なお、このツアーは100周年にちなみ、1公演100分というルールを設けてライブが行われた。
- 再始動後は定期的にアルバムリリースとライブツアーを敢行。ツアーのない年はバンドとしての新曲リリースやイベント出演等と並行して、メンバー個々の活動を行っている。

## エピソード

### 結成の経緯
- 川西と手島は「THE STRIPPER」というバンドで一緒に活動していたが[出典 4]、音楽性の違いにより2人そろって脱退した。その後、手島はプロのミュージシャンになることを志し、ライブハウスでアルバイトをしつつ多数のバンドを掛け持ちする。一方で川西は音楽を一度やめ、就職する。
- バンドをやめサラリーマンとなった川西だったが、当時奥田の所属していたバンド「READY!」の解散ライヴのサポートドラマーを頼まれ参加。バンド熱が戻った川西は新たなバンドを結成すべく手島に声をかけたが「サラリーマンと組む気は無い」と言われたため脱サラし、勧誘に成功した。次に手島が目をつけていたベーシスト堀内(EBI)を勧誘。実は川西、手島の大学の後輩だった。
- READY!を解散した奥田は、友人のベーシストである山中真一と新たなバンドを作ることを約束していた。そのため、川西からの最初のオファーを断ったのだが、山中が別のバンド（後のレプリカ）を始めたため、2度目のオファーでユニコーンへの加入を決意した[15]。この奥田加入日は1986年3月23日で[9]、これがユニコーンとしての結成日となる[出典 5]。このメンバーでの初ライブは1986年5月22日[9]。手島がアルバイトをしていたライブハウス・広島ウッディストリート（田中町→立町）[出典 6]や、並木パラスト、広島県民文化センターなどでライブを行う[9]。

### デビュー後
- 1988年4月17日、名古屋公演中に奥田が腰を痛めてしまう（以後完治することなく、持病となっている）。翌日の大阪公演は、痛み止めを使って行われた。[17]
- アルバム『服部』発売当時、全国の服部さんをライブに招待する企画があり、日本武道館の客席に「服部様ご一行」と垂れ幕がかかった一角を設け、服部姓のファンが集結した[18]。
- 阿部はライブツアー『嵐の獣』の公演中（1991年1月8日、宇都宮市文化会館）、カンフーのパフォーマンスに失敗し、脱臼。すぐさま病院に運ばれ、公演は途中で中止となる。同年2月28日、同会場で行われた振替公演では、中止になった後の曲目から演奏された[19]。

### 「バンド御三家」
- 「バンドブーム」の中心的グループ[出典 7]で、THE BLUE HEARTS、JUN SKY WALKER(S)と共に“バンド御三家”とも呼ばれた[5]。またルックスの良さからチェッカーズ、JUN SKY WALKER(S)と並んで、当時の音楽雑誌で最もグラビアページを組まれるバンドであった。特に“ロックバンドのアイドル化”を招いたと言われる『PATi PATi』では、チェッカーズの後、度々表紙や特集を組まれる同誌の看板スターとなった[出典 8]。

### 解散中の交流
- 阿部がMCを務める音楽番組「VIDEO JAM」に各メンバーがゲスト出演している。
- 1994年、阿部のアルバム「Ⓐ 」に川西が参加。
- 1994年、奥田のシングル「愛のために」に川西がドラムで、アルバム『29』では「tamitron」として阿部が参加。
- 1997年、手島・EBIと篠原ともえで「しのコーン」を結成。
- 1999年、阿部のアルバム「RAIN」に奥田、川西が参加し、3人での「忍者ロック」が新規収録されている。
- 2006年9月、 阿部、誕生40周年記念ツアー「阿部義晴音楽祭〜仲間とノリノリ40祭〜」に奥田と川西（「ジェット機」のメンバーとして）が参加。
- 2007年7月15日、 ユニコーン時代からのスタッフ（通称:Jメン）の結婚パーティーの余興に奥田、阿部、EBI、手島が参加。
- 2008年5月24日、Zepp NAGOYAで行われた星野楽器の創業100周年イベント『百年の鼓動』のアンコールで、奥田・川西・阿部が同じステージに立ち、ユニコーンの曲4曲と奥田民生の曲1曲、計5曲を演奏した。

### 再始動後
- アルバム『シャンブル』レコーディング中、川西が再始動にあたりバンド名を変えようと提案したところ、即却下された。ちなみに、バンド名候補として「ペガサス」「シリウス」「UNICoooooRN (GReeeeNのもじり)」などがあったという[22]。
- Yahoo!の インタビュー ではメンバーはユニコーンを存続させる旨の発言をしている。テレビ朝日「ドスペ2・復活記念特番 蘇えるユニコーン」（2月15日放送）では「もはや解散なんてことはないと思う。やったりやらなかったりしていいわけだから」（奥田）との発言があり、また、フジテレビ「僕らの音楽」2009年2月20日放送分では「誰かが『やってくれ』といったらやる」（奥田）とも発言している。
- 新たに完成したMAZDA Zoom-Zoom スタジアム広島に1年間限定で「ユニコーーーーーーン」とかかれた40メートルの巨大看板を設置、それにちなんで4月26日の広島対阪神戦にてユニコーンのメンバーが始球式をすることが決定[23]。始球式をEBIが担当したが、EBIの投げたボールが当時、腰痛であった阪神・赤星憲広の腰に直撃、EBI・奥田が謝罪するという事態となった。
- 再始動後はライブ、メディア出演、アーティスト写真などにおいて基本的にメンバー全員が揃いの衣装に身を包んでいる。

## 影響
- その後のロックバンド、ミュージシャンに与えた影響は大きく[出典 9]、ゆず[出典 10]や小渕健太郎[出典 11]、ROLLY[24]、ASIAN KUNG-FU GENERATION[出典 12]、BEAT CRUSADERS[35][注釈 13]、Janne Da Arc[36]、レミオロメン[出典 13]、SEAMO[出典 14]、志村正彦（フジファブリック）[出典 15]、綾小路翔（氣志團）[24]、小田井涼平(純烈)[41]、SPARKS GO GO[24]、和田唱（TRICERATOPS）[出典 16]、おのまきこ（花*花）[32]、キンモクセイ[出典 17]、aiko[44]、THE BACK HORN[出典 18]、スキマスイッチ[出典 19]、木村カエラ[24]、MONGOL800[出典 20]、マキシマムザホルモン[出典 21]、ファンキー加藤（FUNKY MONKEY BABYS）[51]、POLYSICS[出典 22]、DOES[26]、髭（HiGE）、SPECIAL OTHERS[出典 23]、monobright[出典 24]、アナログフィッシュ[54]、西村晋弥（シュノーケル）[55]、Ryoji（ケツメイシ）[24]、チャットモンチー[出典 25]、サカナクション[出典 26]、リヴァース・クオモ（スコット&リバース）[58]、岸田繁[27]、TAKURO（GLAY）[59]、フラワーカンパニーズ[24]、H ZETT M[24]、OKAMOTO'S[出典 27]、ファーストサマーウイカ（BiS）[49]、マカロニえんぴつ[61]、つじあやの[24]、フルカワユタカ（DOPING PANDA）[24]、星野源[26]、彩木咲良（たこやきレインボー）[24]等、近年活躍している多くのミュージシャンがその影響を公言している。Mr.Childrenの桜井和寿は、アマチュア時代（THE WALLS）にCBSソニーのオーディションを受けた時、ゲストで出演したユニコーンを観て「ああ、俺ら今みたいなことやってたら、売れないんだなぁ」と「ユニコーンの"華"を自分なりに研究した」「それまでの暗い音楽から、明るい音楽に方向転換した」等、特にアレンジ面で大きな影響を受けたことを話している[出典 28]。氷室京介は自身のラジオ番組『TOSHIBA PREMIA 3』（TOKYO FM）で、大ファンだとUNICORNの特集をしたことがある。当時UNICORNは解散を噂されていたため、「解散されたら俺の立場がない」などと話した。ミュージシャン以外では、木本武宏(TKO)、国生さゆり、桐谷健太、小山宙哉、篠原ともえ、千鳥らがUNICORNファン[24]。

## ディスコグラフィ

### シングル
| ＃   | リリース日                        | タイトル                                       | 最高順位          | タイアップ・備考 |
| ---- | --------------------------------- | ---------------------------------------------- | ----------------- | --- |
| 1    | 1989年4月29日                     | 大迷惑                                         | 12位              | - |
| 2    | 1989年9月1日                      | デーゲーム                                     | 11位              | 「坂上二郎とユニコーン」名義 |
| 3    | 1990年7月21日                     | 働く男                                         | 3位               | フジテレビ系『夢で逢えたら』主題歌 |
| 4    | 1990年10月21日                    | 命果てるまで                                   | 10位              | - |
| 5    | 1991年1月21日                     | スターな男                                     | 6位               | フジテレビ系『夢で逢えたら』主題歌 RCCテレビ『街頭TV 出没!ひな壇団』オープニング曲（2015年 - 2021年） |
| 6    | 1991年6月21日                     | ブルース                                       | 4位               | - |
| 7    | 1991年10月25日                    | ヒゲとボイン                                   | 23位              | - |
| 8    | 1992年12月2日                     | 雪が降る町                                     | 4位               | - |
| 9    | 1993年4月21日 2006年3月24日(再発) | すばらしい日々                                 | 6位 181位（再発） | 映画『ヒナゴン』主題歌（2005年） SONY DHハンディカム『HC3』CMソング（2006年） WOWOWミッドナイト☆ドラマ『藤子・F・不二雄のパラレル・スペース』主題歌（2008年） キリンビバレッジ「おいしい免疫ケア」CMソング（2024年） |
| 企画 | 1996年11月1日                     | 雪が降る町 "more bell mix"                     | 38位              | - |
| 10   | 2009年2月4日                      | WAO!                                           | 3位               | 日本コカ・コーラ「アクエリアス」CMソング |
| 11   | 2009年10月7日                     | 半世紀少年                                     | 3位               | 川西幸一50歳記念ライブ「チョットオンチー栄光の50年」テーマソング 『スッキリ!!』10月度エンディングテーマ |
| 12   | 2010年6月9日                      | 裸の太陽                                       | 7位               | 日本コカ・コーラ「アクエリアス」CMソング |
| 13   | 2011年4月27日                     | デジタルスープ/ぶたぶた                        | 7位               | 「デジタルスープ」：三井のリハウスCMソング 「ぶたぶた」：映画「これでいいのだ!!映画★赤塚不二夫」主題歌 |
| 14   | 2012年6月22日                     | Feel So Moon                                   | 5位               | 日本テレビ系「宇宙兄弟」オープニングテーマ 【完全生産限定盤】 |
| 15   | 2016年6月8日                      | エコー                                         | 20位              | TBS系ドラマ「重版出来!」主題歌 【完全生産限定カセットテープ】 |
| 16   | 2018年6月27日                     | OH! MY RADIO＋Live Tracks [UC30 若返る勤労]    | 11位              | J-WAVE（81.3FM）30th ANNIVERSARY SONG |
| 17   | 2019年8月28日                     | でんでん＋Live Tracks[100周年ツアー"百が如く"] | 25位              | 映画「引っ越し大名!」主題歌 |

#### 配信曲
| リリース日     | タイトル                                  | 収録曲                                       | タイアップ・備考 |
| -------------- | ----------------------------------------- | -------------------------------------------- | --- |
| 2013年12月18日 | 手島いさむ50祭 ワシモ半世紀               | ゴジュから男                                 | 手島いさむ50祭テーマソング。会場入場者のみCD配布。後に一般配信された。 |
| 2013年12月18日 | 手島いさむ50祭 ワシモ半世紀               | 新・甘えん坊将軍 〜21st Century Schizoid Man | 手島いさむ50祭テーマソング。会場入場者のみCD配布。後に一般配信された。 |
| 2016年4月1日   | 奥田民生50祭 もみじまんごじゅう           | 私はオジさんになった                         | 奥田民生50祭テーマソング。会場入場者のみダウンロードID配布。後に一般配信された。 |
| 2016年4月1日   | 奥田民生50祭 もみじまんごじゅう           | ロック!クロック!オクロック!                  | 奥田民生50祭テーマソング。会場入場者のみダウンロードID配布。後に一般配信された。 |
| 2016年4月15日  | EBI50祭 海老乃大漁祭                      | TAIRYO                                       | EBI50祭テーマソング。会場入場者のみダウンロードID配布。後に一般配信された。 |
| 2016年4月15日  | EBI50祭 海老乃大漁祭                      | VERTIGO                                      | EBI50祭テーマソング。会場入場者のみダウンロードID配布。後に一般配信された。 |
| 2016年12月7日  | かきまZ!                                  | かきまZ!                                     | 関ジャム 完全燃SHOW出演時に55分で作られた楽曲。 |
| 2016年12月7日  | かきまZ!                                  | ギンギラギンのスニーカー                     | 関ジャム 完全燃SHOW出演時に55分で作られた楽曲。 |
| 2017年3月1日   | ABEDON50祭 “サクランボー／祝いのアベドン” | RAMBO N°5                                    | ABEDON50祭テーマソング。会場入場者のみCD配布。後に一般配信された。 シングルとして発売された「半世紀少年」と、上記4名の「50祭」テーマ曲はまとめてCD化され、2017年3月8日に『半世紀 No.5』が発売。 |
| 2017年3月1日   | ABEDON50祭 “サクランボー／祝いのアベドン” | 50/50                                        | ABEDON50祭テーマソング。会場入場者のみCD配布。後に一般配信された。 シングルとして発売された「半世紀少年」と、上記4名の「50祭」テーマ曲はまとめてCD化され、2017年3月8日に『半世紀 No.5』が発売。 |
| 2020年12月11日 | TIME-TO-MORE                              | TIME-TO-MORE                                 | 佐賀県上峰町「源為朝プロジェクト」テーマソング。 |
| 2023年10月11日 | ええ愛のメモリ                            | ネイビーオレンジ (AI VOCAL)                  | 配信限定EP。メンバー5人が過去の自作曲を模して作った新曲5曲を、彼らの歌声を学習したAIが歌唱したバージョン。                                                                                      |
| 2023年10月11日 | ええ愛のメモリ                            | 米米夢 (AI VOCAL)                            | 配信限定EP。メンバー5人が過去の自作曲を模して作った新曲5曲を、彼らの歌声を学習したAIが歌唱したバージョン。                                                                                      |
| 2023年10月11日 | ええ愛のメモリ                            | オラ後半戦いくだ (AI VOCAL)                  | 配信限定EP。メンバー5人が過去の自作曲を模して作った新曲5曲を、彼らの歌声を学習したAIが歌唱したバージョン。                                                                                      |
| 2023年10月11日 | ええ愛のメモリ                            | モッカ幸せ (AI VOCAL)                        | 配信限定EP。メンバー5人が過去の自作曲を模して作った新曲5曲を、彼らの歌声を学習したAIが歌唱したバージョン。                                                                                      |
| 2023年10月11日 | ええ愛のメモリ                            | OAW! (AI VOCAL)                              | 配信限定EP。メンバー5人が過去の自作曲を模して作った新曲5曲を、彼らの歌声を学習したAIが歌唱したバージョン。                                                                                      |
| 2024年7月3日   | マチュリー                                | マチュリー                                   | UNICORN MACHURI 『LIVE 1173』テーマソング。チケット購入者のみCD配布。 |

### オリジナル・アルバム
| ＃       | リリース日     | タイトル           | 最高順位 |
| -------- | -------------- | ------------------ | -------- |
| 1        | 1987年10月21日 | BOOM               | 77位     |
| 2        | 1988年7月21日  | PANIC ATTACK       | 18位     |
| 3        | 1989年6月1日   | 服部               | 2位      |
| 4        | 1990年10月1日  | ケダモノの嵐       | 1位      |
| 5(MINI)  | 1990年11月1日  | おどる亀ヤプシ     | 2位      |
| 6(MINI)  | 1990年12月1日  | ハヴァナイスデー   | 2位      |
| 7        | 1991年9月30日  | ヒゲとボイン       | 2位      |
| 8        | 1993年5月21日  | SPRINGMAN          | 1位      |
| 9        | 2009年2月18日  | シャンブル         | 1位      |
| 10       | 2011年5月25日  | Z                  | 2位      |
| 11(MINI) | 2011年8月31日  | Z II               | 3位      |
| 12       | 2014年3月26日  | イーガジャケジョロ | 3位      |
| 13       | 2016年8月10日  | ゅ 13-14           | 1位      |
| 14       | 2019年3月27日  | UC100V             | 5位      |
| 15       | 2019年10月2日  | UC100W             | 8位      |
| 16       | 2021年8月18日  | ツイス島&シャウ島  | 6位      |
| 17       | 2023年11月15日 | クロスロード       | 9位      |

#### 再発盤
| リリース日     | タイトル等 |
| -------------- | --- |
| 1995年12月13日 | 「BOOM」〜「SPRINGMAN」廉価盤再発 「おどる亀ヤプシ+ハヴァナイスデー」 「ユニコーンのゴールデン・ハーフ・スペシャル」発売 |
| 2007年12月19日 | 「BOOM」〜「SPRINGMAN」 紙ジャケット仕様再発（完全生産限定盤・リマスタリング無）                                         |

#### ベスト・アルバム
| リリース日     | タイトル                                                                                    | 備考                                                                              |
| -------------- | ------------------------------------------------------------------------------------------- | --------------------------------------------------------------------------------- |
| 1993年11月21日 | THE VERY BEST OF UNICORN                                                                    | 解散後にリリースされた初のベスト・アルバム。                                      |
| 1994年4月21日  | THE VERY RUST OF UNICORN                                                                    | 初のライブ盤とベスト盤の2枚組。                                                   |
| 1995年12月13日 | ユニコーンのゴールデン・ハーフ・スペシャル                                                  | 再発シリーズ企画のベスト盤。収録曲とそのカラオケバージョンが収録されている        |
| 1999年1月30日  | STAR BOX                                                                                    | SME RecordsのSTAR BOXシリーズの一環                                               |
| 2001年12月5日  | STAR BOX EXTRA                                                                              | ソニー・ミュージックハウスのSTAR BOX EXTRAシリーズの一環                          |
| 2002年12月18日 | ULTRA SUPER GOLDEN WONDERFUL SPECIAL ABSOLUTE COMPLETE PERFECT SUPREME TERRIFIC ULTIMATE... | 15周年企画盤として完全生産限定。 「ベスト盤」2枚 +「ソロ・UNICORN」+ DVDの4枚組。 |
| 2009年3月18日  | I LOVE UNICORN 〜FAN BEST〜                                                                 | 再結成後に発売されたファン投票によるベスト盤。                                    |
| 2012年12月19日 | Quarter Century Single Best                                                                 | 「Quarter Century Box」収録のシングルリマスターコレクションの単品版。Blu-spec CD2 |

#### ライブ・アルバム
| リリース日     | タイトル                           | 備考                                                                          |
| -------------- | ---------------------------------- | ----------------------------------------------------------------------------- |
| 2009年12月23日 | 勤労ロードショー 〜LIVE IN JAPAN〜 | "蘇える勤労"ツアーのライヴ盤                                                  |
| 2012年12月19日 | Quarter Century Live Best          | 「Quarter Century Box」収録のオールタイム・ライブベストの単品版。Blu-spec CD2 |
| 2017年6月28日  | D3P.LIVE CD                        | "第三パラダイス"ツアーのライブ盤                                              |

#### その他のアルバム
| リリース日     | タイトル                        | 備考 |
| -------------- | ------------------------------- | --- |
| 1992年2月21日  | OLDIES BUT GOLDIES              | メンバー選曲による洋邦オムニバスアルバム。 |
| 1993年1月21日  | UNICORN                         | 「EBI奥田阿部西川手島」名義でのソロ楽曲集。箱型ケースによる8cmCD。 |
| 1995年12月13日 | おどる亀ヤプシ+ハヴァナイスデー | 再発シリーズ企画盤で2枚のミニ・アルバムを1枚にしたもの |
| 2007年10月24日 | ユニコーン・トリビュート        | 初のトリビュート・アルバム。奥田民生監修。 |
| 2009年7月22日  | URMX                            | 初の公式リミックス盤。 |
| 2009年8月5日   | 「南極料理人」サウンドトラック  | 「阿部義晴／ユニコーン」名義で発表した映画『南極料理人』のサウンドトラック。 「サラウンド」（『シャンブル』収録）が主題歌に起用され、劇中の使用曲は阿部が作曲。劇伴曲と主題歌を収録した全10曲入りのサウンドトラック。 |
| 2012年10月25日 | Quarter Century Box             | デビュー25周年（実働10年）を記念したBOX。 完全生産限定盤、"4CD+DVD"、"4CD+Blu-ray"の2形態で発売。 |
| 2012年12月5日  | UNICORN SME ERA - remasterd BOX | 解散までのオリジナル・アルバム8枚のリマスター盤+「URMX」+ DVDの10枚組。期間限定生産 |
| 2013年3月6日   | ユニコーン・カバーズ            | トリビュート・アルバム第二弾。再結成し活動中となったため"カバー"としている。Blu-spec CD2 |
| 2015年3月18日  | 残念な夫。 サウンドトラック     | 主題歌・劇中歌を担当したドラマ『残念な夫。』のサウンドトラック。劇中で使用されたユニコーン楽曲を収録。 |
| 2017年3月8日   | 半世紀 No.5                     | メンバーの50歳を祝う記念ライブ「50祭」の各公演ごとのオリジナルテーマ曲を収録した企画盤。 |
| 2017年12月6日  | UC30 若返る勤労                 | UNICORN デビュー30周年記念 コンプリート リマスタリング ボックス。ABEDONによる全曲リマスタリング。 |

### 映像作品
映像単体でのリリース
（ビデオクリップ集はタイトルに「1/2」が付く）
| リリース日                                            | タイトル                                                     | 備考 |
| ----------------------------------------------------- | ------------------------------------------------------------ | --- |
| VHS：1989年2月1日 / DVD：2000年12月6日                | MOVIE                                                        | 1988年大阪MUSEホールにて収録した、UNICORN 1st Live Video |
| VHS：1989年11月1日 / DVD：2003年3月19日               | MOVIE2 〜 WORLD TOUR 1989 服部                               | UNICORN WORLD TOUR'89“服部”から1989/4/29の日比谷野音、7/10 日本武道館でのLIVEを収録。 |
| VHS:1990年5月21日 / VHS廉価版：1997年8月21日          | MOVIE2 1/2                                                   | 初のビデオクリップ集。 |
| VHS：1991年7月1日 / DVD：2003年3月19日                | MOVIE3 嵐の獣                                                | 90～91「嵐のケダモノツアー」より横浜アリーナ公演を中心に収録。 |
| VHS：1992年3月25日 / DVD：2003年3月19日               | MOVIE4 舞監なき戦い                                          | 3Dメガネが波紋を呼んだ。 |
| VHS：1993年10月21日 / DVD：2003年3月19日              | MOVIE5 UNICORN TOUR 1993 “4946”                              | 1993年に行ったラストツアー「UNICORN TOUR 1993“4946”」の中から、日本武道館、広島サンプラザホールでのライブの模様を収録。                                                                    |
| VHS：1993年11月21日 / VHS廉価版：1997年8月21日        | MOVIE5 1/2                                                   | ビデオクリップ集。 |
| VHS：1994年4月21日 / DVD：2000年7月5日                | MOVIE6 THE VERY RUST OF UNICORN VIDEO Vol.1                  | 1986年3月22日の夜から、1991年1月8日に行なわれたライブの11曲目までを収録したユニコーンのドキュメンタリー。                                                                                  |
| VHS：1994年5月21日 / DVD：2000年7月5日                | MOVIE7 THE VERY RUST OF UNICORN VIDEO Vol.2                  | 1991年1月8日に行なわれたライブの11曲目から、1993年9月21日深夜までを収録したユニコーンのドキュメンタリー。                                                                                  |
| VHS：1997年2月21日 / DVD：2003年3月19日               | MOVIE8 THE ANOTHER SIDE OF LIVE                              | 「4649ツアー」の中から、1993年6月29日沖縄市民会館で披露した「アナマリア」や「MAY BE BLUE」のビデオクリップを収録。                                                                         |
| DVD：2000年12月6日 / DVD廉価版：2003年12月17日        | MOVIE9 1/2                                                   | 「大迷惑」「働く男」ほか「MAYBE BLUE」などの秘蔵映像を併録したユニコーンのスペシャル企画クリップ集。                                                                                       |
| DVD：2006年3月24日                                    | UNICORN THE BOX Wonderful Days                               | 「MOVIE 10 UNICORN TOUR 1993 “4946”FINAL」含むDVD10枚組。 |
| 再始動後                                              |                                                              | |
| DVD2枚組：2009年6月17日 / Blu-ray Disc：2009年7月22日 | MOVIE12 UNICORN TOUR 2009 蘇える勤労                         | 2009年4月1日に横浜アリーナで行われたライブの模様を収録。 |
| DVD：2010年4月7日                                     | 勤労ロードショー 〜MADE IN JAPAN〜                           | DVD4枚組<「MOVIE 15」〜「MOVIE 18」 |
| DVD / Blu-ray Disc：2012年6月13日                     | MOVIE23 / ユニコーンツアー2011 ユニコーンがやって来る zzz... | ユニコーン再始動後2枚目となるアルバム「Z」&「ZII」リリースツアーから、さいたまスーパーアリーナでのライブを映像化。                                                                         |
| DVD / Blu-ray Disc：2013年12月4日                     | MOVIE26 手島いさむ50祭 ワシモ半世紀                          | 日本武道館で行われた、手島いさむの50歳の誕生日を祝う「手島いさむ50祭 ワシモ半世紀」の模様と、ゲストも交えて披露された全22曲と、特典映像を収録。                                            |
| DVD / Blu-ray Disc：2014年12月17日                    | MOVIE28 / ユニコーンツアー2014 イーガジャケジョロ            | 6月に行われた幕張メッセ公演を収録。 |
| DVD / Blu-ray Disc：2015年9月30日                     | MOVIE29 奥田民生50祭“もみじまんごじゅう”                     | 奥田民生50歳記念ライブの模様と、真心ブラザーズとのユニットやくるり・岸田繁らと結成した特別バンドの楽曲を含む全42曲を収録。                                                                 |
| DVD / Blu-ray Disc：2016年2月24日                     | MOVIE30 / ユニコーン EBI50祭“海老乃大漁祭”                   | EBIの50歳記念ライブの模様を収録。新旧の楽曲を披露した興奮のステージを収録。私立恵比寿中学をはじめ、豪華ゲストも多数出演。                                                                  |
| DVD / Blu-ray Disc：2016年12月7日                     | MOVIE32 / ABEDON50祭“サクランボー／祝いのアベドン”           | ABEDONの50歳記念イベントの模様を収録。ABEDON50のテーマ曲をはじめ、メンバーそれぞれの50祭曲を熱演。盟友たちと共に披露したライブも収録。                                                     |
| DVD / Blu-ray Disc：2017年6月28日                     | D3P.UC                                                       | 同年9月から12月まで開催した全国23ヶ所34公演におよぶ全国ツアーのロードムービー。全公演完全密着したドキュメンタリーとライブ映像を収録。                                                      |
| DVD / Blu-ray Disc：2020年4月22日                     | MOVIE 38 ユニコーン100周年ツアー"百が如く"                   | 「日本武道館公演(100分)」と「大阪フェスティバルホール公演(100分)」、メンバー5人による100周年イヤーの軌跡を追った「100分のドキュメンタリー映像」をコンパイルした3枚組映像作品でのリリース。 |
| Blu-ray Disc：2022年2月16日                           | MOVIE40 ユニコーンツアー2021“ドライブしようよ”               | ツアー最終公演・日本武道館でのライブの模様と、ドキュメント映像の2枚組。 |
| Blu-ray Disc：2022年12月28日                          | M.V.P. XXXV                                                  | デビュー35周年として、オールタイム・ミュージックビデオ集と、無観客ライブ「カモナマイハウス」、2022年ツアー「EBI＆UNICORN “狙ったエモノは逃さねぇ”」の映像を収録した3枚組。                 |
| Blu-ray Disc：2024年7月24日                           | MOVIE42 ユニコーン2023-2024ツアー「クロスロード」            | ツアー最終公演・山形・やまぎん県民ホールでのライブの模様と、ドキュメント映像の2枚組。 |

CD初回特典の映像ディスク
- MOVIE 11 バンドやろうぜ 〜アルバム"シャンブル"ができるまで Part I・II （「WAO!」・『シャンブル』に付属）
- MOVIE 13 こーいちい散歩 呉編 （「半世紀少年」）
- MOVIE 14 勤労ロードショー “人生劇場” （「勤労ロードショー 〜LIVE IN JAPAN〜」）
- MOVIE 19 （「裸の太陽」）
- MOVIE 20 Uc Goes To Hollywood （「デジタルスープ/ぶたぶた）
- MOVIE 21 Uc Goes To Hollywood Part2 （『Z』）
- MOVIE 22 （『Z II』）
- MOVIE 24 最後の一口 〜Feel So Moonレコーディングドキュメント〜 （「Feel So Moon」）
- MOVIE 25 実働10年登場25年箱特典映像 （「Quarter Century Box」）
- MOVIE 27 2014 冬季ゴニンピック 〜13/14秋冬シーズンを観測、笑いの祭典!〜 （『イーガジャケジョロ』）
- MOVIE 31 「ゅ13-14」レコーディングドキュメント （『ゅ 13-14』）
- MOVIE 33 半世紀 No.5 Clips （『半世紀 No.5』）
- MOVIE 35 TOUR 2017 「UC30 若返る勤労」 （「OH! MY RADIO＋Live Tracks [UC30 若返る勤労]」）
- MOVIE 36 働き方改楽 なぜ俺たちは楽しいんだろう （『UC100V』）
- MOVIE 37 「UC100V」 Recording Document （『UC100W』）
- MOVIE 39 ツイス島&シャウ島&ドキュメン島 （『ツイス島&シャウ島』）
- MOVIE 41 「クロスロード」 Recording Document （『クロスロード』）

## ミュージック・ビデオ
| 監督                               | 曲名 |
| ---------------------------------- | --- |
| 板屋宏幸                           | 「I'M A LOSER」「ペケペケ」「大迷惑」「デーゲーム」「働く男」「命果てるまで」「ブルース」「ニッポンへ行くの巻」「ヒゲとボイン」「雪が降る町」「すばらしい日々」「WAO!」                           |
| 大沢組                             | 「AGONY」「SAMURAI 5」「Z LIFE」「さらばビッチ」「ウルトラヘブン スーパーマイルド」「手島いさむ物語」「頼みたいぜ」                                                                               |
| 大沢昌史                           | 「HELLO from DVD「TOUR 2009 蘇える勤労」」「ひまわり」「デジタルスープ」「レディオ体操」「手島いさむ大百科」「素浪人ファーストアウト from DVD「TOUR 2009 蘇える勤労」」「半世紀少年」「裸の太陽」 |
| 山岸聖太                           | 「ぶたぶた」 |
| 関和亮                             | 「Feel So Moon」 |
| 山城竹識（45ど）・森川耕平（45ど） | 「KEEP ON ROCK'N ROLL」 |
| 時崎豊（ハウフルス）               | 「あなたが太陽」「俺のタクシー」「はいYES!」 |
| 谷山剛（EPOCH）                    | 「すばやくなりたい」「風と太陽」 |
| ABEDON                             | 「OH MY RADIO」「ZERO」 |
| 不明                               | 「Concrete Jungle〜Hystery Mystery」「Maybe Blue」「Pink Prisoner」 |

## タイアップ一覧
| 使用年 | 曲名                       | タイアップ                                                                             |
| ------ | -------------------------- | -------------------------------------------------------------------------------------- |
| 1989年 | Maybe Blue                 | TBS系ドラマ23『ウッチャンナンチャンの純愛の街』主題歌                                  |
| 1990年 | 働く男                     | フジテレビ系『夢で逢えたら』オープニングテーマ                                         |
| 1990年 | スターな男                 | フジテレビ系『夢で逢えたら』オープニングテーマ                                         |
| 1992年 | 雪が降る町                 | TBS系『突然バラエティー速報!!COUNT DOWN100』エンディングテーマ                         |
| 1996年 | 雪が降る町 "more bell mix" | NHK-FM『ミュージック・スクエア』1996年12月度エンディングテーマ                         |
| 2005年 | すばらしい日々             | BS-iドラマ『恋する日曜日（セカンドシリーズ）』第3・4回「すばらしい日々」主題歌         |
| 2005年 | すばらしい日々             | ビデオプランニング配給映画『ヒナゴン』主題歌                                           |
| 2006年 | すばらしい日々             | SONY「デジタルハイビジョンハンディカム HC3」CMソング                                   |
| 2008年 | すばらしい日々             | WOWOWミッドナイト☆ドラマ『藤子・F・不二雄のパラレル・スペース』主題歌                  |
| 2009年 | WAO!                       | 日本コカ・コーラ「アクエリアス」CMソング                                               |
| 2009年 | HELLO                      | 東京メトロ「TOKYO HEART」CMソング                                                      |
| 2009年 | サラウンド                 | 東京テアトル配給映画『南極料理人』主題歌                                               |
| 2009年 | 半世紀少年                 | 日本テレビ系『スッキリ!!』10月度エンディングテーマ                                     |
| 2010年 | 裸の太陽                   | 日本コカ・コーラ「アクエリアス」CMソング                                               |
| 2011年 | デジタルスープ             | 三井のリハウスCMソング                                                                 |
| 2011年 | ぶたぶた                   | 東映配給映画『これでいいのだ!! 映画★赤塚不二夫』主題歌                                 |
| 2012年 | Feel So Moon               | 読売テレビ・日本テレビ系アニメ『宇宙兄弟』オープニングテーマ（第1話 - 第13話）         |
| 2012年 | おかしな2人                | フジテレビ系『ピカルの定理』コーナー「なでピこJAPAN 又穂希」使用BGM（2012年 - 2013年） |
| 2013年 | すばらしい日々             | TBS系ドラマNEO『放課後グルーヴ』第5話挿入歌                                            |
| 2014年 | あなたが太陽               | 資生堂「ANESSA」CMソング                                                               |
| 2014年 | 早口カレー                 | ワーナー・ブラザース映画配給アニメ映画『宇宙兄弟#0』主題歌                             |
| 2014年 | Feel So Moon               | ワーナー・ブラザース映画配給アニメ映画『宇宙兄弟#0』主題歌                             |
| 2015年 | はいYES!                   | フジテレビ系水10ドラマ『残念な夫。』主題歌                                             |
| 2015年 | スターな男                 | RCCテレビ『街頭TV 出没!ひな壇団』オープニングテーマ（2015年 - 2021年）                 |
| 2016年 | エコー                     | TBS系火曜ドラマ『重版出来!』主題歌                                                     |
| 2016年 | マイホーム                 | ファントム・フィルム配給映画『お父さんと伊藤さん』エンディングテーマ                   |
| 2018年 | OH! MY RADIO               | J-WAVE 30th ANNIVERSARY SONG                                                           |
| 2019年 | 55                         | 三菱電機「夢を追う人」篇 TV-CMソング                                                   |
| 2019年 | でんでん                   | 松竹配給映画『引っ越し大名!』主題歌                                                    |
| 2021年 | TIME-TO-MORE               | 佐賀県上峰町ショートムービーアニメ『鎮西八郎為朝』主題歌                               |
| 2024年 | アルカセ                   | 映画『あまろっく』主題歌                                                               |

## ライブ・コンサートツアー
出演イベント